# Antonio Piromalli
Antonio Piromalli (Maropati, 3 settembre 1920 – Polistena, 7 giugno 2003) è stato un critico letterario, scrittore e poeta italiano.

## Biografia

### La formazione
Nato a Maropati, paese agricolo della Piana di Gioia Tauro in provincia di Reggio Calabria, fin dalla prima infanzia viene ospitato a Messina dallo zio, il capitano Biagio Seminara, militare di carriera, che lo indirizza agli studi classici permettendogli di frequentare il Liceo Classico Maurolico di Messina, ovviando così alle modeste condizioni economiche della famiglia. Antonio Piromalli inizia la propria carriera letteraria scrivendo poesie ancora tredicenne e pubblicando, già dai sedici anni, articoli di critica letteraria e poesie su giornali locali ma ben presto anche su Quadrivio e Meridiano di Roma. Conosce e frequenta Turi Vasile, Mario Spinella, Riccardo Marchese, Vann'Antò.
Pubblica nel 1939 un primo saggio su Antonio Fogazzaro.
L'anno successivo inizia a sviluppare intorno a questo scrittore la tesi di laurea ripercorrendone i luoghi: a Vicenza incontra Piero Nardi, Raffaello Viola, Gaetano Trombatore; a Roma conosce e frequenta Ugo Betti. Dopo la laurea in lettere (1941) viene subito chiamato alle armi. Da militare in Piemonte stringe amicizia con Raf Vallone e con Rosario Assunto, in Sardegna conosce Giuseppe Miligi e Giuseppe Dessì, in Toscana incontra Riccardo Marchi.

### L'impegno politico e culturale
A guerra finita, partecipa con impegno civile alla vita politica e culturale. A Reggio Calabria, dove aderisce al partito comunista, inizia la sua carriera di docente e promotore di cultura. Entra in contatto con Galvano Della Volpe, Giuseppe Petronio, Luca Pignato, Nino Malara, Vincenzo Palumbo. Insieme con Pietro Pizzarelli pubblica il foglio letterario “Antidogmatica”, e con Michele Nesci fonda la rivista multidisciplinare “Maestrale” alla quale partecipano Paolo Enrico Arias, Luigi Bartolini, Ugo Betti, Lionello Fiumi, Salvatore Pugliatti, Arturo Stanghellini.
Nel 1946 si trasferisce a Ferrara, dove si dedica intensamente all'attività politica ed entra in contatto con un gran numero di attivi intellettuali, tra i quali Vincenzo Cavallari, Bruno Cavallini, Mario Roffi, Florestano Vancini, Claudio Varese. In questo contesto hanno origine i primi studi intorno a società estense ed Ariosto. A Ferrara Piromalli conosce Vittoria Nassetti, con la quale si unisce in matrimonio nel gennaio 1950.
La coppia si stabilisce a Rimini, dove nel 1951 nasce il figlio Lanfranco. Qui Piromalli entra in contatto con Renato Zangheri ed altri intellettuali. L'indagine di Piromalli su questa città dà luogo agli studi sulla cultura della corte dei Malatesta, sulla letteratura del Settecento e su Aurelio Bertola, sulla poesia di Giovanni Pascoli. Nel 1951 è chiamato a far parte della giuria del Premio Cattolica - Il Calendario del Popolo, insieme con Salvatore Quasimodo, Eduardo De Filippo, Lanfranco Caretti, Emilio Sereni. Si tratta del primo concorso di poesia dialettale del dopoguerra, ed è presieduto dal suo “maestro ritrovato” Luigi Russo.

### Scuola e università
Conseguita nel 1956 la libera docenza universitaria in Letteratura italiana, Piromalli dopo la Rivoluzione ungherese lascia la politica attiva. Viene nominato addetto culturale presso l'Istituto Italiano di Cultura di Caracas (Venezuela), ove si trasferisce. Ma la vita che qui si svolge, basata su un vuoto cerimoniale, non lo soddisfa. Ben presto decide di ritornare in Italia, ove si dedica all'insegnamento presso l'Università di Urbino diretta da Carlo Bo; e presso l'Università di Bologna, a contatto con Francesco Flora e Raffaele Spongano.
Dal 1958 per molti anni Piromalli svolge attività di esaminatore nei concorsi a cattedre per le scuole superiori, mentre continua a condurre intense ricerche, a pubblicare saggi critici, a collaborare alle principali riviste di italianistica. In questi stessi anni sostiene con successo continue prove di concorso ed esami: consegue una seconda libera docenza (in Letteratura Italiana Moderna e Contemporanea, 1958), vince il concorso a Preside nelle scuole superiori (1960), a Provveditore agli Studi (1964), ad Ispettore Centrale del Ministero della Pubblica Istruzione (1966).

### Per il rinnovamento della scuola
Nel 1970 si trasferisce a Roma per svolgere l'insegnamento universitario presso la nuova sede di Cassino e per dedicarsi ai nuovi incarichi ministeriali presso la Direzione generale Istruzione Classica. Qui Piromalli svolge il suo ruolo di ispettore centrale riorganizzando l'ufficio di "Aggiornamento Insegnanti e Metodi" come un'innovativa “cattedra” che opera per l'aggiornamento di presidi e docenti delle scuole superiori. Nel ruolo di “formatori” coinvolge intellettuali tra i più rappresentativi: come Mario Sansone, Giuseppe Petronio, Pier Paolo Pasolini, Ruggero Jacobbi, Gaspare Barbiellini Amidei, Ettore Mazzali, Bruno Maier, Giuliano Manacorda, Alberto Asor Rosa, e molti altri.

### Gli anni della maturità
Dal 1976 al 1984 è professore ordinario di Lingua e Letteratura Italiana all'Università di Salerno; poi all'Università di Cassino, dove infine verrà nominato professore emerito. Nel 1994, mentre lavora all'Università, è colpito da un grave infarto, che supera a fatica. Malgrado le incerte condizioni di salute continua anche negli anni successivi ad operare intensamente negli studi, nell'attività poetica, nella organizzazione e divulgazione di cultura. Nel 1999 fonda la rivista trimestrale "Letteratura & Società", che dirige attivamente fino al giorno della scomparsa.
Il 7 giugno 2003 Piromalli si trova a Polistena, cittadina limitrofa al paese natale, per presentare Il viaggio, romanzo inedito di Fortunato Seminara appena pubblicato a sua cura. Un folto pubblico lo attende nella sala comunale, ma durante il percorso a piedi un nuovo infarto, senza scampo, lo colpisce.
È sepolto nel "Recinto della memoria" del cimitero di Maropati accanto al narratore Fortunato Seminara e al poeta Rosario Belcaro.

## L'opera

### La poesia
Come ha scritto Giorgio Bàrberi Squarotti, Antonio Piromalli è una delle rare ed ultime figure di “letterato intero”, per il quale “letteratura e passione della scrittura e severità e rigore politico, vita e storia, politica, lingua e invenzione sono fortemente legati”. Ne è un chiaro segno anche la sua produzione poetica, iniziata fin da adolescente -con precocissimi componimenti classicisti- e sviluppatasi ad attraversare e superare l'ermetismo per giungere a connotazioni di forte tensione morale e di dura satira sociale.
La prima raccolta di Poesie è pubblicata nel 1945, dopo l'incontro con Letteratura, Corrente e Campo di Marte. Queste prime liriche, fra tradizione crepuscolare ed ermetismo, sono caratterizzate da un simbolismo magico e incantato.  Nel 1957 Piromalli è collocato da Giovanni Getto fra i “Poeti contemporanei della nuova generazione” (nella nota antologia Zanichelli Nel paese della Lirica) insieme con Giorgio Bassani, Pier Paolo Pasolini, Rocco Scotellaro, Maria Luisa Spaziani, Luciano Erba, ecc.
La seconda raccolta, che porta lo stesso titolo di Poesie (1961), si colloca tra ermetismo, mitologismo e simbolismo, con composizioni di ampio respiro e di raffinata tecnica. Dopo questo volume Piromalli si astiene, per un trentennio, dal pubblicare le poesie che continua a produrre, non volendo compromettere la trasparenza della propria attività di critico letterario in un'ambigua commistione di ruoli.
La raccolta Sei tu il bolero nasce, nel 1991, “dalla consapevolezza della frattura etica, sociale, culturale che abbiamo vissuto — con una guerra assurda e canagliesca – in questi ultimi mesi” come scrive Piromalli riferendosi alla “Guerra del Golfo”.
Dalla stessa esigenza “di dire la verità più che di esprimere bellezza” traggono origine anche le successive raccolte Ti estraggo dai tifoni (1993) e Da un'altra stanza (1996).  Qui compaiono satire ed epigrammi, e si rivendica con impegno civile “la resistenza contro la desistenza morale, l'eroismo di sconosciuti contro gli arraffatori del bene pubblico”.
Una surreale figura femminile è evocata nel racconto La ragazza di Ferrara (1997), ove la prosa è permeata da un'avvolgente atmosfera di poesia.

### L'attività di critico
L'attività critica di Antonio Piromalli, caratterizzata da uno storicismo permeato di impegno civile, ha esaminato nel corso degli anni ogni epoca letteraria, ma ha guardato con interesse particolare alle culture popolari e subalterne, in aperta polemica contro il consueto opportunismo “del letterato formalista che salta sempre sul carro del vincitore”. Nella convinzione di un'intima connessione dialettica tra arte e vita il critico esamina l'opera sotto molteplici profili (storico, sociale, antropologico, ideologico, artistico).
Gli studi ariosteschi di Piromalli già negli anni cinquanta hanno posto in discussione il concetto di “armonia”, che la critica prevalente adottava come principale chiave interpretativa non soltanto nei confronti della poesia ariostesca ma anche della situazione sociale e culturale del Rinascimento.
Anche nei successivi studi il critico esamina il ruolo svolto dagli intellettuali nella società, in particolare nelle età di crisi: come la fine del Settecento (con monografie su Giuseppe Parini  e su Aurelio Bertola) e il passaggio dall'Otto al Novecento (studi su Guido Gozzano, Giosuè Carducci, Giovanni Pascoli, Grazia Deledda, Carlo Michelstaedter, etc.).
Una speciale attenzione è posta dal critico nel riconoscere e analizzare il policentrismo delle culture popolari, focalizzando l'indagine sulle varie letterature regionali. Si ricordano i saggi su "società e letteratura" in Emilia e Romagna; e in particolare gli studi sistematici che lo portano a ricomporre in ampia visione organica la storia culturale e letteraria della Calabria (con La letteratura calabrese, opera del 1965 approfondita e ampliata fino al 1996 ed oltre)
Secondo Piromalli “l'arte che nasce dal terreno della cultura popolare e dialettale offre nuove possibilità di studio degli arricchimenti sintattici”; esiste ancora, nel dopoguerra, “un filone sommerso mantenuto subalterno, censurato, soppresso”, che vale la pena di indagare. Da queste intuizioni nascono le indagini, i saggi e le edizioni di Piromalli riguardanti opere ed autori in molti casi dimenticati eppure rappresentativi delle letterature dialettali (Vann'Antò, Vincenzo Ammirà, Giovanni Conia, Pasquale Creazzo, Michele De Marco, Nicola Giunta, Michele Pane, Enotrio Pugliese, Gian Lorenzo Cardone, Albino Pierro, Giuseppe Gioacchino Belli, Trilussa, Pietro Rossi, Giustiniano Villa e molti altri).
Gli studi di “letteratura e cultura popolare”, come dichiara Piromalli nella prefazione all'omonimo volume (1983), servono “a promuovere l'ingresso della cultura popolare nel circolo di tutti i fenomeni dell'arte e della cultura e a considerarla elemento vitale di fondo”.  Cultura popolare non è solo cultura contadina: Piromalli è tra i primi in Italia a riesaminare criticamente la narrativa di consumo nelle sue varie forme: dal romanzo d'appendice di Guido da Verona (1976) al romanzo d'avventura di Emilio Salgari, fino al fumetto di Hugo Pratt.
La grande mole degli studi di Piromalli, che spaziano da Dante ai contemporanei, è stata condensata dal critico in una Storia della letteratura italiana che si propone, con sintesi interdisciplinare, di svelare “i trasformismi del vecchio letterato” per porre in luce “gli elementi concreti e umani della letteratura”.

### Il sostegno alle culture minoritarie
L'apertura verso ogni forma di cultura subalterna porta lo scrittore a schierarsi in difesa delle lingue e letterature minoritarie presenti in Italia. Già nei primi anni settanta Piromalli ritiene che tali culture possano essere tutelate soltanto se si riuscirà ad inserirle compiutamente nei programmi didattici della scuola superiore. Organizza quindi, nell'ambito del Ministero della Pubblica Istruzione, specifiche sessioni di lavoro alle quali convoca insegnanti e formatori appartenenti alle varie comunità minoritarie. Di particolare rilievo la collaborazione intercorsa con Boris Pahor nell'interesse delle culture minoritarie.
La sessione di Livorno (dicembre 1974) produce una cospicua documentazione propositiva sui problemi pedagogici, psicologici, storici, culturali delle minoranze etniche frustrate, documentazione riportata nel libro Le mille culture di  Ulderico Bernardi, Coines, 1976.  La sessione di Roccella Jonica (aprile 1975) sulla “cultura delle comunità greca e albanese in Calabria” è illustrata personalmente da Piromalli nel volume Inchiesta attuale sulle minoranze etniche e linguistiche in Calabria, Brenner, 1981.  La sessione di Lecce su “dialetto e scuola” (1975) è documentata dal memorabile volumetto Volgar'eloquio , che riporta la lezione-dibattito tenuta da Pier Paolo Pasolini. Soltanto trent'anni più tardi le proposte elaborate in quelle sedi troveranno parziale attuazione, secondo il dettato costituzionale, in leggi di tutela delle minoranze etno-linguistiche.
Un'ulteriore forma di sostegno alle culture minoritarie è stata data da Piromalli promuovendo e presiedendo per molti anni concorsi multidisciplinari ad esse dedicati: tra questi il Premio Nosside a Reggio Calabria, il Premio Giuseppe Malattia Della Vallata a Barcis in Friuli.

### L'opera di polemista e di organizzatore culturale
Parallelamente alla critica letteraria, Antonio Piromalli ha costantemente condotto un'appassionata opera di saggista focalizzata sull'attualità politica e sociale: specialmente attraverso la lunga serie di scritti intitolati Lettere vanitose, rubrica giornalistica iniziata nel 1964 e da allora portata avanti per sempre (su varie riviste, e in parte poi raccolta in volume), costituita da corrosivi interventi sui mali della repubblica delle lettere e, in generale, della società.
Ha diretto varie collane letterarie come “Il portico” (Ravenna, Longo), “Altracultura” (Firenze, D'Anna), ”Testi calabresi” (Cosenza, Brenner), “Testi di Letteratura calabrese” (Cosenza, Pellegrini), ”Testi di poesia” (Roma, Unione Scrittori Italiani).
Per la valorizzazione dell'opera di Fortunato Seminara, oggetto di una sua monografia critica (1965 / 1988), Piromalli ha promosso l'istituzione della Fondazione Seminara, ha curato la riedizione del romanzo Le baracche (1990) e la pubblicazione postuma degli inediti: L'arca (1997); La dittatura (2002); Il viaggio (2003); Terra amara (2005).

## Opere principali

### Raccolte di poesie
- Poesie, Reggio Calabria, Globo, 1945
- Poesie, Cittadella Veneta, Rebellato, 1961
- Sei tu il bolero, Forlì, Forum-Quinta Generazione, 1991
- Ti estraggo dai tifoni, Milano, Lineacultura, 1993
- Da un'altra stanza, Torino, Genesi Editrice, 1996
- La ragazza di Ferrara, Roma, All'Insegna dell'Occhiale, 1997
- Mottetti per Maria /  Et Maria in Arcadia, Roma, L'Occhiale n. XII, 1998

### Saggi critici
- La cultura a Ferrara al tempo di Ludovico Ariosto, Firenze, La Nuova Italia, 1953 (2ª ed. Bulzoni, 1975)
- Motivi e forme della poesia di Ludovico Ariosto, Firenze, D'Anna, 1954
- La poesia di Giovanni Pascoli, Pisa, Nistri-Lischi, 1957
- Aurelio Bertola, Firenze, Olschki, 1959 (ristampa 1998)
- L'Arcadia, Palermo, Palumbo, 1963 (2ª ed. 1975)
- Dal Quattrocento al Novecento, Firenze, Olschki, 1965 (ristampa 1997)
- Gioacchino da Fiore e Dante, Ravenna, Longo, 1966 (2ª ed. Rubbettino, 1984)
- La letteratura calabrese, Pellegrini, 1965 (2ª ed. Guida 1977, 3º ed. Pellegrini 1996)
- Giuseppe Parini, Firenze, La Nuova Italia, 1966
- Fortunato Seminara, Cosenza, Pellegrini, 1966 (2ª ed. Rubbettino, 1985)
- Saggi critici di storia letteraria, Firenze, Olschki, 1967
- Carlo Michelstaedter, Firenze, La Nuova Italia, 1968 (ristampe 1974 - 1999)
- Grazia Deledda, Firenze, La Nuova Italia, 1968
- Ariosto, Padova, Radar, 1969
- Studi sul Novecento, Firenze, Olschki, 1969;
- Indagini e Letture, Ravenna, Longo, 1970;
- Disegni storici e aggiornamenti critici, Cassino, Garigliano, 1971
- Ideologia e arte in Guido Gozzano, Firenze, La Nuova Italia, 1973
- Miti e arte in Antonio Fogazzaro, Firenze, La Nuova Italia, 1973
- Guido da Verona, Napoli, Guida, 1976
- Albino Pierro, Cassino, Garigliano, 1979
- Società e cultura in Calabria tra Otto e Novecento, Cassino, Garigliano, 1979
- Società, cultura e letteratura in Emilia e Romagna, Firenze, Olschki, 1980.
- Inchiesta attuale sulle minoranze etniche e linguistiche in Calabria, Cosenza, Brenner, 1981
- La storia della cultura a Rimini nell'Ottocento, Rimini, Chigi 1981
- Maropati, storia di un feudo e di una usurpazione, Cosenza, Brenner, 1981 (2ª ed. Pellegrini, 2003)
- Nino Pino, Palermo, Edikronos, 1982
- Letteratura e cultura popolare, Firenze, Olschki, 1983; Roma, FAP, 2012 (nuova edizione con saggio introduttivo di Toni Iermano)
- Lettere vanitose, Soveria Mannelli, Rubbettino, 1985
- *Storia della letteratura italiana, Cassino, Garigliano, 1987 (2º ed. 1994); edizione elettronica 2007, liberamente consultabile in rete: www.Storiadella Letteratura.it, su storiadellaletteratura.it.
- Introduzione a Carducci, Bari, Laterza, 1988
- Introduzione a Fogazzaro, Bari, Laterza, 1990
- Utopia e realtà nelle letterature regionali, Napoli, Edizioni Scientifiche Italiane, 1991
- Pagine siciliane, Messina, Sicania, 1992
- Letteratura illuministica e altri studi, Cassino, Università degli Studi, 1996
- L'attività letteraria di Ruggero Jacobbi, Napoli, Edizioni Scientifiche Italiane, 2000
- Scritti critici su Fortunato Seminara: dalle 'Baracche' a 'Terra amara' (1940-2005), Roma, FAP, 2010, su antoniopiromalli.it.